# ДНК-связывающий домен
ДНК-связывающий домен (англ: DNA-binding domain (DBD) ) — это независимо свернутый белковый домен, содержащий по крайней мере один структурный мотив, который распознает двух- или одноцепочечную ДНК. DBD может распознавать конкретную последовательность ДНК (последовательность распознавания) или иметь общее сродство к ДНК.  Некоторые ДНК-связывающие домены могут также включать нуклеиновые кислоты в своей свернутой структуре.

## Функции
Один или несколько ДНК-связывающих доменов часто являются частью более крупного белка, состоящего из дополнительных доменов белка с отличающейся функцией. Дополнительные домены часто регулируют активность домена связывания ДНК. Функция связывания ДНК является либо структурной, либо включает регуляцию транскрипции, причем эти две роли иногда перекрываются. 
ДНК-связывающие домены с функциями, связанными со структурой ДНК, играют биологическую роль в репликации, восстановлении, хранении и модификации ДНК, например, в метилировании 
Многие белки, участвующие в регуляции экспрессии генов, содержат ДНК-связывающие домены. Например, белки, называемые факторами транскрипции, которые регулируют транскрипцию путем связывания ДНК,  Конечным результатом большинства клеточных сигнальных каскадов является регуляция генов. 
DBD взаимодействует с нуклеотидами ДНК в ДНК-специфической или неспецифической последовательности, но даже распознавание неспецифической последовательности включает в себя своего рода молекулярную комплементарность между белком и ДНК. Распознавание ДНК DBD может происходить в большой или малой бороздке ДНК или в сахарофосфатном остове ДНК (см. структуру ДНК ). Каждый конкретный тип распознавания ДНК приспособлен к функции белка. Н
Многие ДНК-связывающие домены должны распознавать определенные последовательности ДНК, такие как DBD факторов транскрипции , которые активируют определенные гены, или те из ферментов, которые модифицируют ДНК в определенных местах, таких как рестриктазы и теломераза . Схема водородных связей в большой бороздке ДНК менее вырожденная, чем в малой бороздке ДНК, что обеспечивает более привлекательный участок для распознавания ДНК, специфичной для последовательности. 
Специфичность ДНК-связывающих белков можно изучать с помощью многих биохимических и биофизических методов, таких как электрофорез в полиакриламидном геле, аналитическое ультрацентрифугирование, калориметрия, ядерный магнитный резонанс, рентгеновская кристаллография, поверхностный плазмонный резонанс, электронный парамагнитный резонанс, и микромасштабный термофорез.

## Типы

### Спираль-поворот-спираль
Первоначально обнаруженный в бактериях, мотив спираль-поворот-спираль обычно встречается в белках-репрессорах и имеет длину около 20 аминокислот. У эукариот гомеодомен состоит из 2 спиралей, одна из которых распознает ДНК (также известная как спираль распознавания). Они распространены в белках, которые регулируют процессы развития.

### Спираль-шпилька-спираль
Спираль-шпилька-спираль встречается в белках, которые взаимодействуют с ДНК неспецифическим для последовательности образом. Она состоит из двух антипараллельных альфа-спиралей, соединенных короткой шпильковой петлей. Две альфа-спирали упакованы под острым углом ~25–50°, что диктует характерный рисунок гидрофобности в последовательностях, в то время как другие структуры связывания ДНК, такие как мотив спираль-поворот-спираль, который также образован парой спиралей, можно легко отличить по упаковке спиралей под почти прямым углом.

### Цинковый палец
Домен цинкового пальца в основном встречается у эукариот, но некоторые примеры были обнаружены у бактерий.  Домен цинкового пальца обычно имеет длину от 23 до 28 аминокислот и стабилизируется путем координации ионов цинка с регулярно расположенными остатками, координирующими цинк (гистидинами или цистеинами). Наиболее распространенный класс цинкового пальца (Cys2His2) координирует один ион цинка и состоит из спирали распознавания и 2-цепочечного бета-слоя. В факторах транскрипции эти домены часто встречаются в массивах (обычно разделенных короткими линкерными последовательностями), а соседние пальцы расположены с интервалом в 3 пары оснований при связывании с ДНК.

### Лейциновая молния
Домен основной лейциновой молнии (bZIP) встречается в основном у эукариот и в ограниченной степени у бактерий. Домен bZIP содержит альфа-спираль с лейцином на каждой 7-й аминокислоте. Если две такие спирали находят друг друга, лейцины могут взаимодействовать как зубцы в молнии, что позволяет димеризовать два белка. При связывании с ДНК остатки основных аминокислот связываются с сахарофосфатным остовом, в то время как спирали располагаются в основных бороздках. Он регулирует экспрессию генов.

### Крылатая спираль
Домен крылатой спирали (WH) , состоящий примерно из 110 аминокислот, имеет четыре спирали и двухцепочечный бета-слой.

### Крылатая спираль-поворот-спираль
Домен крылатой спирали-поворота-спирали (wHTH)  обычно имеет длину 85-90 аминокислот. Он образован 3-спиральным пучком и 4-тяжевым бета-слоем (крылом).

### Спираль-петля-спираль
Основной домен спираль-петля-спираль (bHLH) встречается в некоторых факторах транскрипции и характеризуется двумя альфа-спиралями (α-спиралями), соединенными петлей. Одна спираль обычно меньше и из-за гибкости петли допускает димеризацию путем складывания и упаковки против другой спирали. Большая спираль обычно содержит области связывания ДНК.

### HMG-box
Домены HMG-box обнаружены в белках группы высокой подвижности, которые участвуют в различных ДНК-зависимых процессах, таких как репликация и транскрипция. Они также изменяют гибкость ДНК, вызывая изгибы.  Домен состоит из трех альфа-спиралей, разделенных петлями.

### Домен Wor3
Домены Wor3, названные в честь непрозрачного регулятора 3 (Wor3) у Candida albicans, возникли в ходе эволюции позже, чем большинство ранее описанных доменов связывания ДНК, и ограничены небольшим числом грибов.

### домен OB -fold
OB -fold — это небольшой структурный мотив, первоначально названный так из-за его свойств связывания олигонуклеотида/олигосахарида. Домены OB-fold имеют длину от 70 до 150 аминокислот. OB-fold связывают одноцепочечную ДНК и, следовательно, являются одноцепочечными связывающими белками. 
Было установлено, что белки OB-fold имеют решающее значение для репликации ДНК, рекомбинации ДНК, репарации ДНК, транскрипции, трансляции, реакции на холодовой шок и поддержания теломер.